# Gorges du Tarn Causses
Gorges du Tarn Causses ist eine französische Gemeinde in Okzitanien. Sie gehört zum Département Lozère, zum Arrondissement Florac und zum Kanton Florac Trois Rivières. Die mit Wirkung vom 1. Januar 2017 gebildete Commune nouvelle ist nach der Schlucht Gorges du Tarn in den Cevennen und im Zentralmassiv benannt. Sie entstand durch die Zusammenlegung der bisher eigenständigen Gemeinden Sainte-Enimie, Montbrun und Quézac. Der Verwaltungssitz befindet sich im größten und bevölkerungsreichsten Ortsteil Sainte-Enimie.

## Gliederung
| Ortsteil                        | ehemaliger INSEE-Code | Fläche (km²) | Einwohnerzahl (2016) | Kantonszugehörigkeit ab 29. März 2015 |
| ------------------------------- | --------------------- | ------------ | -------------------- | ------------------------------------- |
| Montbrun                        | 48101                 | 29,97        | 114                  | Florac (4805)                         |
| Quèzac                          | 48122                 | 26,91        | 332                  | Florac (4805)                         |
| Sainte-Enimie (Verwaltungssitz) | 48146                 | 87,34        | 525                  | La Canourgue (4802)                   |

Nachbargemeinden sind:
- Chanac und Balsièges im Norden,
- Saint-Bauzile im Nordosten,
- Ispagnac, Bédouès-Cocurès mit Bédouès und Florac Trois Rivières mit Florac im Osten,
- Vebron, Hures-la-Parade und Mas-Saint-Chély im Süden,

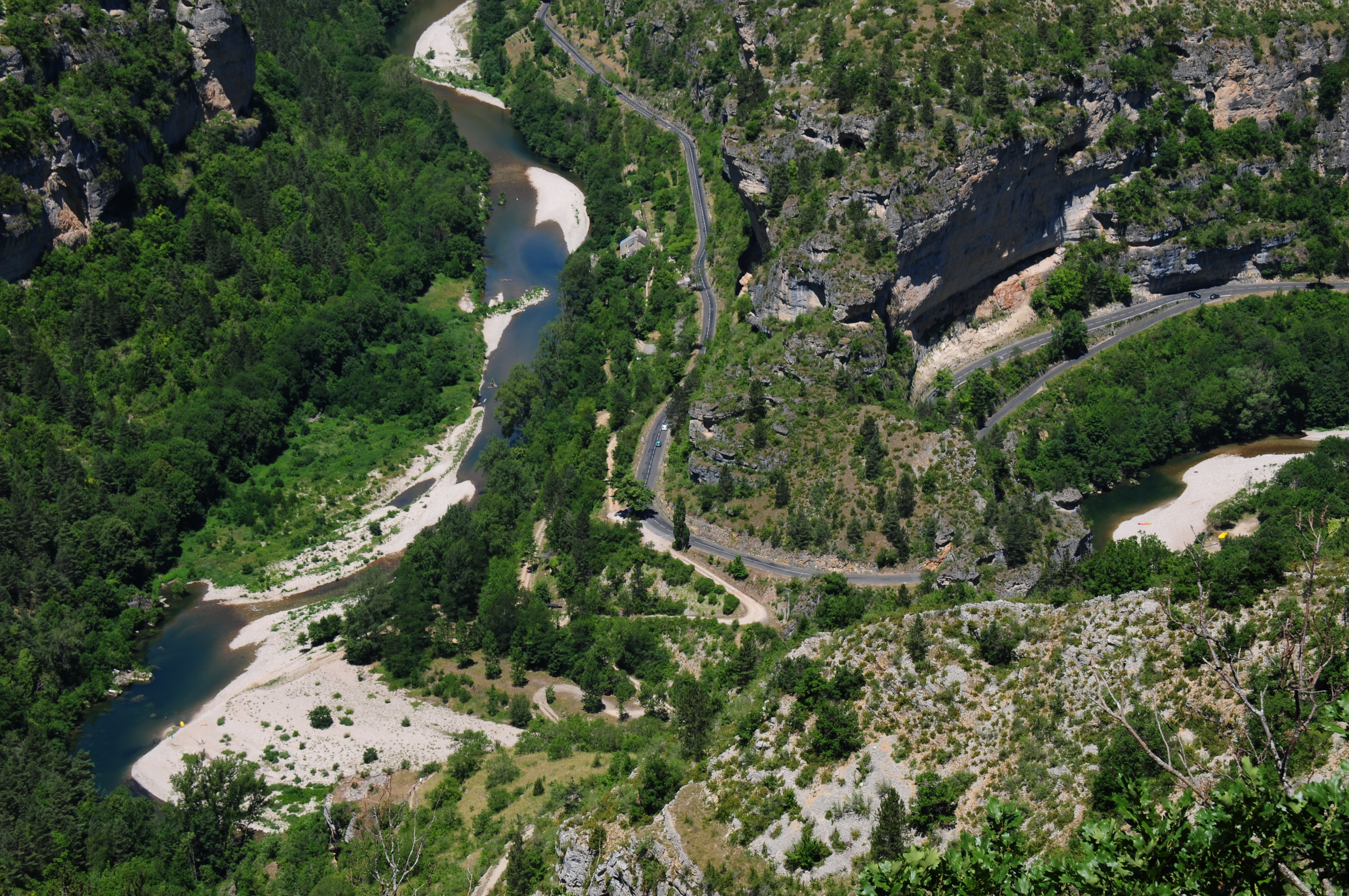
Die Schlucht des Tarn

- La Malène im Südwesten,
- Laval-du-Tarn im Westen.